# Pavonia angustipetala
Pavonia angustipetala är en malvaväxtart som beskrevs av Antonio Krapovickas och Cristobal. Pavonia angustipetala ingår i släktet påfågelsmalvor, och familjen malvaväxter. Inga underarter finns listade i Catalogue of Life.